# Ferenc Rakovský-Rákóczi
Ferenc Rakovský-Rákóczi (maďarsky Rákóczi Ferenc; * 1922 Budapešť) je bývalý maďarský fotbalový záložník, který nastupoval také v útoku. V Československu působil jako repatriant po druhé světové válce.

## Hráčská kariéra
Začínal v klubu Budapesti VSC. V maďarské lize hrál za Diósgyőri MÁVAG a budapešťský Herminamezei AC. V československé lize nastupoval za ŠK Žilina a Jednotu Košice.

### Prvoligová bilance
| Ročník             | Zápasy | Góly | Minuty | Klub              |
| ------------------ | ------ | ---- | ------ | ----------------- |
| I. liga 1945/46    | –      | 0    | –      | ŠK Žilina         |
| I. liga 1946/47    | 26     | 1    | –      | ŠK Žilina         |
| I. liga 1947/48    | 4      | 0    | –      | ŠK Žilina         |
| I. liga 1947/48    | –      | 1    | –      | ŠK Jednota Košice |
| I. liga 1948       | –      | 1    | –      | ŠK Jednota Košice |
| CELKEM I. ČS. LIGA | –      | 3    | –      |                   |